# Faucherea longipedicellata
Faucherea longipedicellata är en tvåhjärtbladig växtart som beskrevs av Aubrev. Faucherea longipedicellata ingår i släktet Faucherea och familjen Sapotaceae. Inga underarter finns listade i Catalogue of Life.